# Liedjes van Lenny
Liedjes van Lenny is het negende album (en vijfde studioalbum) van Acda en De Munnik. Het album bevat de liedjes uit hun rockopera Ren Lenny Ren, die verhaalt over de jonge rockster Lenny die ten onder gaat aan zijn succes. Het nummer Ren Lenny ren staat niet op dit album, maar op Groeten uit Maaiveld.

## Medewerkers
- Thomas Acda - Zang, gitaar, mondharmonica
- Paul de Munnik - Zang, piano en toetsen
- David Middelhoff - Basgitaar, gitaar, koor, arrangementen, mixage en co-productie
- Dave van Beek - Drums en percussie
- JB Meijers - Gitaar, mandoline, dobro, trompet, hammond, koor, arrangementen, mixage en productie
- Daan van Rijsbergen - A&R